# Eustachy Czekalski
Eustachy Czekalski, ps. Józef Waśń (ur. 1 sierpnia 1885 w Warszawie, zm. 20 maja 1970 w Zielonce) – pisarz, dziennikarz, krytyk i tłumacz.

## Życiorys
Gimnazjum ukończył w Warszawie. Studiował na wydziale prawnym oraz studiach uzupełniających w Lipsku, Monachium i Paryżu.
Podczas Rewolucji 1905 roku należał do Polskiej Partii Socjalistycznej. Wspomnienia z tego okresu zawarł w powieści „Stare Sztandary” z 1938 roku, zaczynającej się w czasie strajku szkolnego, której bohaterem jest działacz-konspirator PPS-u, Wacław Kłos.
Jako dziennikarz związany był z lewicowym „Przedświtem”, tygodnikiem „Świat” (1912–1938), „Kurierem Polskim” (1916–1921), „Monitorem Polskim” (1933–1939), a po wojnie m.in. z „Tygodnikiem Demokratycznym.”
Pochowany na cmentarzu Powązkowskim w Warszawie (kwatera T-1-5).

## Ordery i odznaczenia
- Krzyż Niepodległości (24 października 1931)[6]
- Złoty Krzyż Zasługi (6 lutego 1928)[7]

## Twórczość
- Arka Przymierza
- Czarodziejskie skrzypce (1958)
- Duży wójt i mały Wojtuś
- Milczące młyny
- Najukochańsze miasto (1926)
- Na Ratuszu
- Oczy wilczycy
- Proste drogi
- Srebrne świerki
- Stare sztandary (wyd. Płomień, Warszawa 1937)[2]
- Szeroki Dunaj (1930)
- W cieniu zamkowego zegara (1956)
- Wśród burzy

### Opracowania
- Ryszard Berwiński. Wybór pism, opracowanie i wstęp: Eustachy Czekalski (wyd. E. Wende i spółka, Warszawa 1914)[8]